# Zone industrielle de Meyomessala
La zone industrielle de Meyomessala est un territoire de la commune de Meyomessala du département du Dja-et-Lobo où sont implantées plusieurs industries et sociétés d'essences, d’agroalimentaire, de commerce et de distribution. Elle est située dans la région du Sud au Cameroun.

## Description
La zone est en projet, et s'étend sur 100 hectares (ha) au sein de l'arrondissement de Meyomessala du département du Dja-et-Lobo dans la région du Sud au Cameroun.

## Gestion
| \| 500 km1:18 610 000 \| Yaoundé (114 ha) Bassa(150 ha) Ngaoundéré (115 ha) Djamboutou (90 ha) Bamenda (44 ha) Ombé (17 ha) Koumé (105 ha) Mandjou (120 ha) Bonabéri (192 ha) Bafoussam (28 ha) Kribi (3000 ha) Yassa (400 ha) Dibombari (300 ha) Nomayos (201 ha) Meyomessala (100 ha) |
| 500 km1:18 610 000 |

| 500 km1:18 610 000 |

| Zones industrielles existantes |
| Zones industrielles en projet  |
| (192 ha) Taille (en hectares)  |

La gestion de la zone industrielle de Meyomessala est assurée par la Mission de développement et d’aménagement des zones industrielles (Magzi) sous-tutelle du Ministère des Mines, de l’Industrie et du Développement Technologique.

## Transports
Elle dessert les voies terrestres.